# Морганівська бібліотека і музей
Морганівська бібліотека і музей (англ. Morgan Library & Museum, офіційна назва з 2005 року, раніше: Пірпонтська Морганівська бібліотека англ. Pierpont Morgan Library, також Морганівська бібліотека англ. Morgan Library або просто Морган англ. The Morgan) — наукова бібліотека, розташована у Нью-Йорку, що відома насамперед своєю колекцією рукописів, папірусів, інкунабул, ранніх друків, рідкісних ілюстрованих книг, оригінальних партитур та графічних робіт. Основу бібліотеки склала приватна збірка американського банкіра Джона Пірпонта Моргана. З 1966 року приміщення бібліотеки перебуває під захистом як пам'ятка архітектури й історії.

## Історія

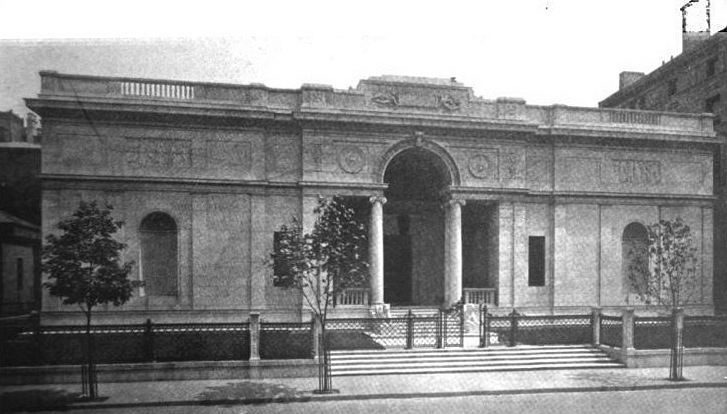
Морганівська бібліотека, 1908

Джон Морган, що студіював у Європі, і зокрема у Геттінгенському університеті, повернувшись до США, зумів розбудувати велетенську приватну корпорацію. З 1890 року він почав систематично збирати цінні рукописи та книги, переважно з часів Середньовіччя та Ренесансу, а також особливоо цінні ілюстровані книги, графічні роботи, автографи тощо. Поряд зі своїм домом на Мангеттені він розпорядився спорудити приміщення для бібліотеки у стилі італійського ренесансу. 1906 року спорудження бібліотеки було завершене. 1924 року син Джона Моргана Джон Морган молодший відкрив бібліотеку для широкого загалу. Сьогодні це важливий центр наукових досліджень, унікальна бібліотека й музей.

## Директори бібліотеки
1. Бель Коста (Грін Belle da Costa Greene) до 1948
2. Фредерік Болдуїн Адамс молодший (Frederick Baldwin Adams, Jr.) 1948—1969
3. Чарльз Рискапм (Charles Ryskamp), 1969—1987
4. Чарльз Пірс молодший (Charles E. Pierce, Jr.) 1987-2007
5. Вільям Грісворд 2007–2014
6. Колін Бейлі 2015–

## Архітектура
Будівля бібліотеки, так званий McKim Building архітектора Чарльза Мак-Кіма, розташована за адресою 33 East 36th Street, поряд з колишнім будинком Моргана на Медісон авеню 219. Будинок Мак-Кіма своїми обрисами нагадує римський німфеум.
1928 року житловий будинок було знесено й за його рахунок споруджено додаткові музейні зали та читальний зал також за проектом Мак-Кіна. Бібліотека була перебудована у 2000-і роки за планами архітектора Ренцо Піано. Нове відкриття відбулося 29 квітня 2006 року.

## Колекція папірусів

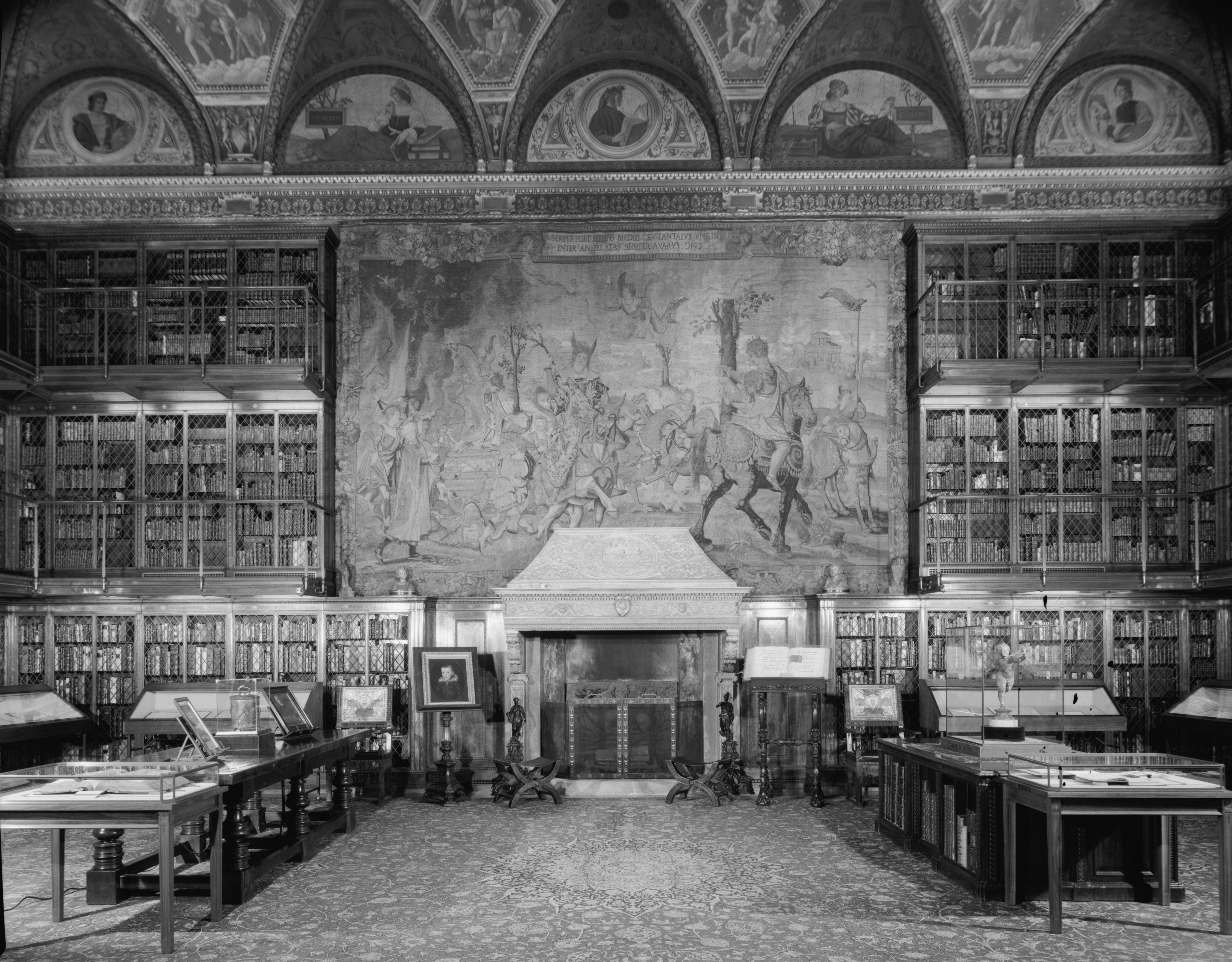
Морганівська бібліотека, 1963

1912 року Морган придбав колекцію папірусів Папіруси Емгерста, що складалася з єгипетських, гоптських та грецьких папірусів. З 1937 року в бібліотеці зберігається колекція папірусів Кольтського археологічного інституту. Бібліотека придбала колекції Джеймса Туві, Теодора Ірвіна, Річарда Беннета та Річарда Морріса. Деякі збірки бібліотека одерджала як дар: рукописи Вільяма Глезьєра, Денні Гайнеман, Курта Бюлера, Кларка Стільмана та Джулії Паркер Вайтмен.

## Скарби бібліотеки

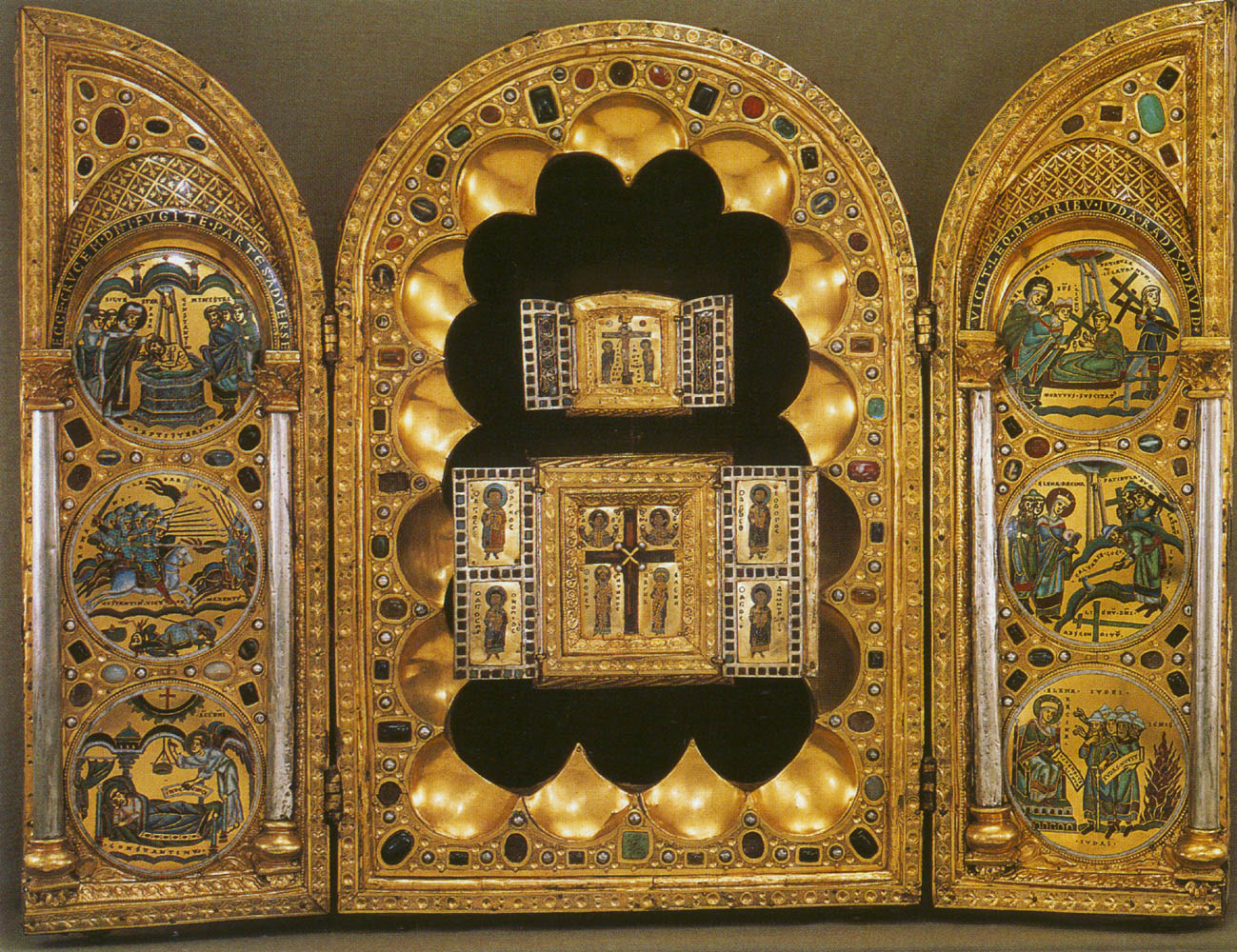
Ставелотський вівтар, бл. 1150, роботи Годфруа де Уї та невідомого майстра

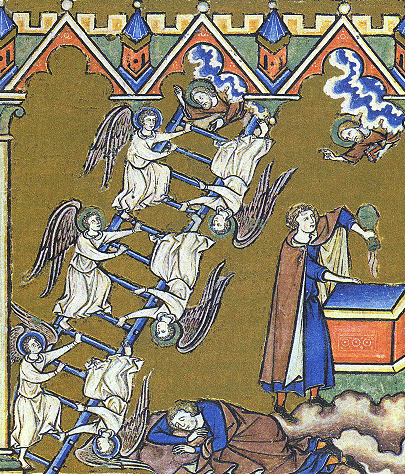
Драбина Якова, ілюстрація з Біблії Мацієвського, бл. 1250

- Папіруси з текстами Нового Завіту Кольтського археологічного інституту;
- Ліндауерське євангеліє (IX ст.);
- Біблія Мацейовського (ХІІІ ст.);
- 3 повних примірники Біблії Гутенберга (один примірник на пергаменті, два — на папері);
- Роман про троянду, примірник для Франциска I;
- Рукопис першої пісні «Втраченого раю» Джона Мілтона;
- Оригінальні партитури, серед яких 9 з Музичної бібліотеки Петерса, серед них:
  - Франц Шуберт Лебедина пісня (Schwanengesang);
  - Фредерик Шопен Мазурка op. 59, no. 3 і Полонез op. 26;
  - Крістоф Віллібальд Ґлюк частина партитури Іфгенія в Тавриді;
  - Георг Фрідріх Гендель кантата Qual ti riveggio, oh Dio (HWV 150).
- Мініатюри з Ремзейського псалтиря;
- «Чорний часослов» з Брюгге;
- «Часослов Катерини Клевської»;
- «Часослов Фарнезе»;
- «Таро Вісконті-Сфорца» (найстаріша колода у світі);
- Записники Персі Біші Шеллі;
- Рукопис роману Бальзака «Ежені Гранде», який був подарований автором Евеліні Ганській;
- Рукописи Еміля Золя;
- Рукописи Вальтера Скотта;
- Оригінальні малюнки Вільяма Блейка;
- Антуан де Сент-Екзюпері, малюнки до книги Маленький принц;
- Автографи пісень Боба Ділана, наприклад його «Blowin' in the Wind»;
- Рукопис вальсу Шопена (1830-1835), який був втрачений 200 років тому[7].

У 1968 році бібліотека придбала партитуру концертної арії Моцарта Misero! o sogno / Aura, che intorno spiri (KV 425b/431), Impromptus D. 935 Шуберта і «Запрошення до танцю» (Aufforderung zum Tanz) Карла Марії Вебера.

## Живопис
У колекції живопису представлені роботи Леонардо да Вінчі, Мікеланджело, Рафаеля, Рембрандта, Рубенса, Генсборо, Дюрера, Альтдорфера, Корреджо, Перуджино, Хогарт, Ватто, Делакруа, Ван Гога, Гогена, Матісса, Пікассо. Тут зберігається найбільша у США колекція робіт Мемлінга.

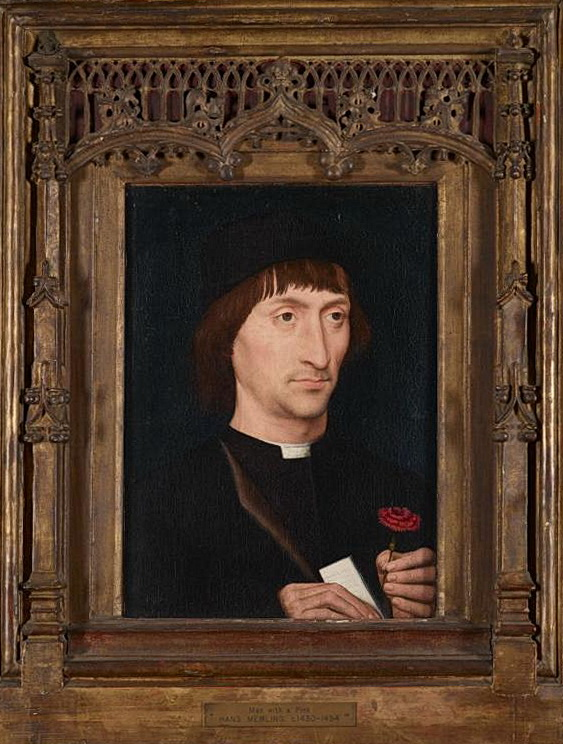
Ганс Мемлінг, «Портрет юнака», 1475
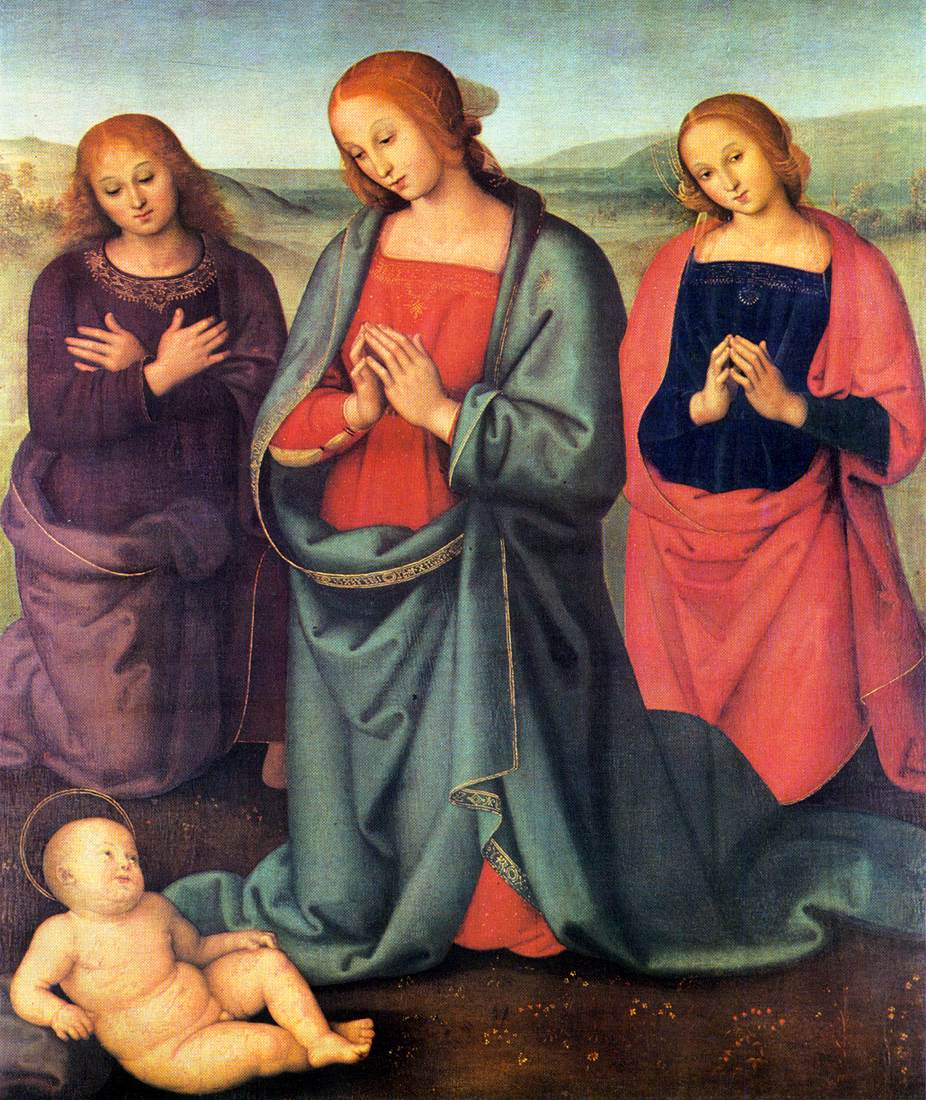
П'єтро Перуджино, 1503
Альбрехт Дюрер, «Адам і Єва», 1504
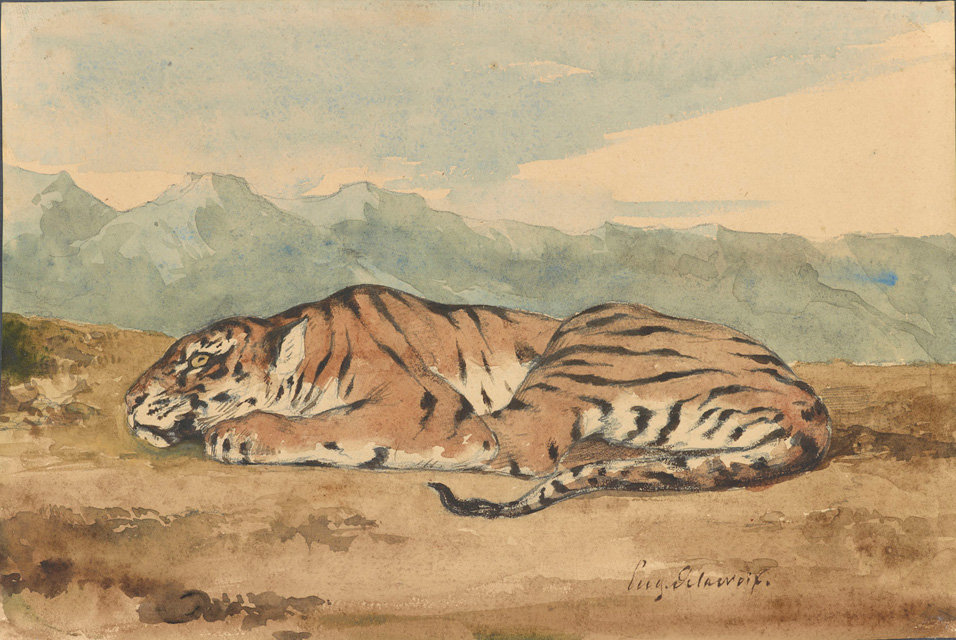
Ежен Делакруа, «Королівський тигр»